# Chaetops aurantius
Il saltarocce pettoarancio o saltarocce dei Drakensberg (Chaetops aurantius Layard, 1867) è un uccello passeriforme della famiglia Chaetopidae.

## Etimologia
Il nome scientifico della specie, aurantius, deriva dal latino e significa "arancione", in riferimento alla livrea: anche il nome comune di questi uccelli è un riferimento alla loro colorazione.

## Descrizione

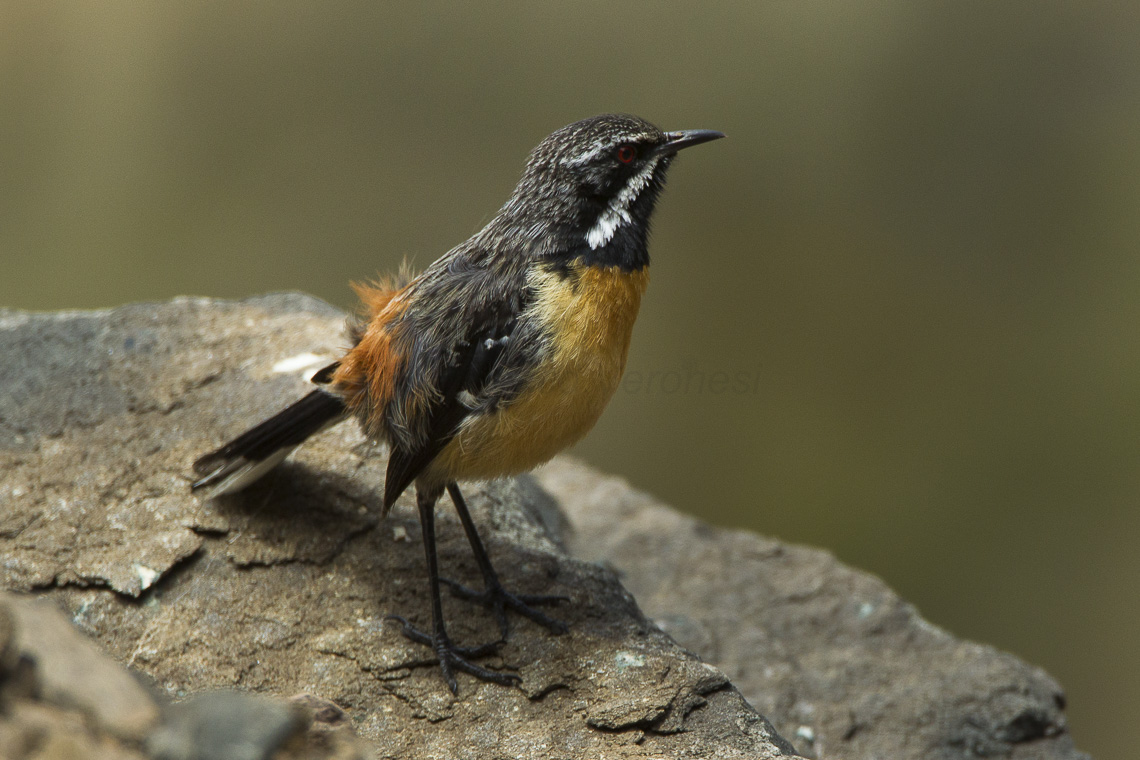
Maschio al suolo nel Natal.

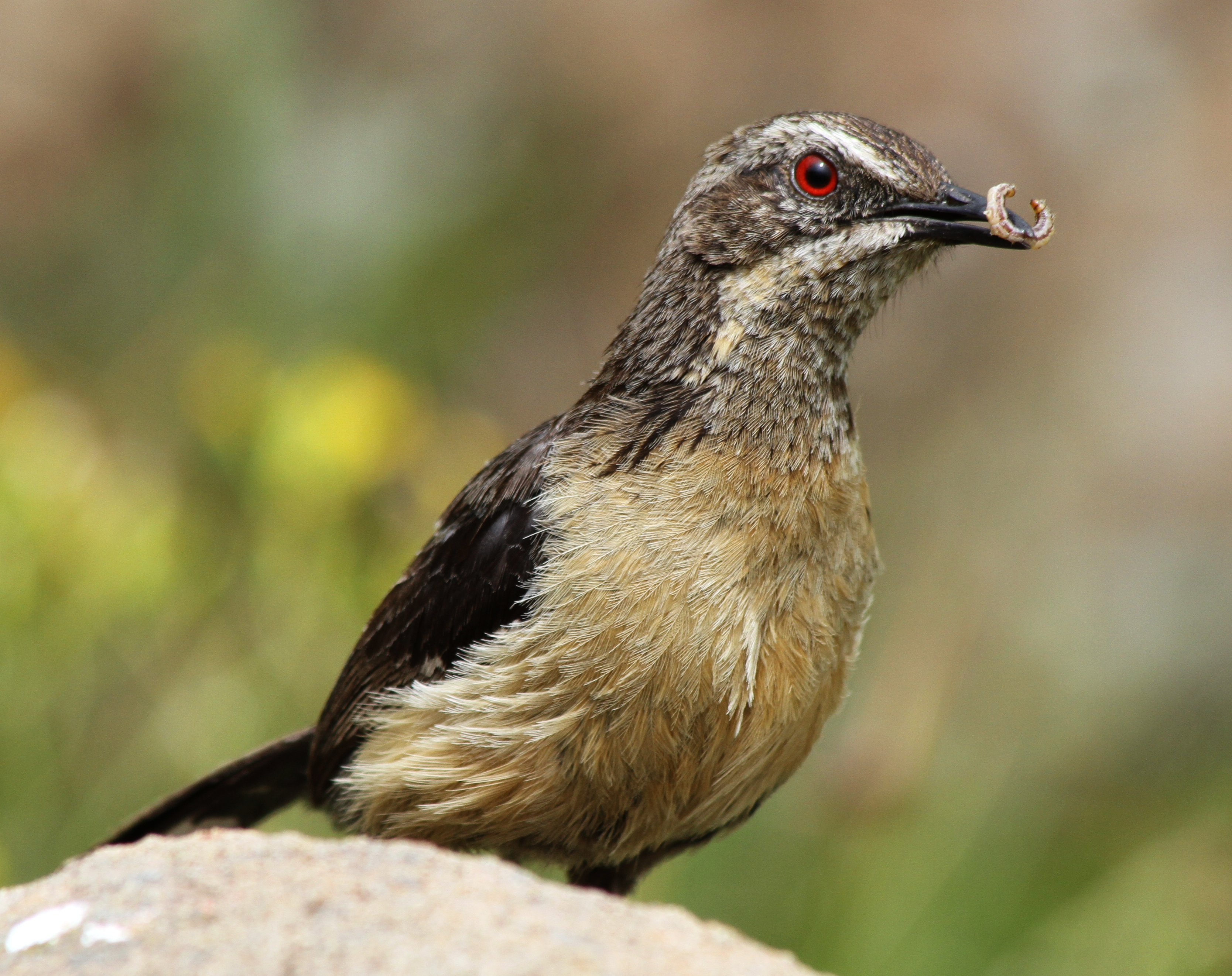
Femmina con cibo nel becco.

### Dimensioni
Misura 21–22 cm di lunghezza, per 48-53 g di peso.

### Aspetto
Si tratta di uccelli dalla testa appiattita, con becco sottile e appuntito, forti zampe con robusti artigli, ali arrotondate e coda lunga e di forma ovale dai margini sfrangiati.
Il piumaggio presenta dimorfismo sessuale: nei maschi nuca, dorso e ali sono di colore grigio-nerastro, più scuro su queste ultime dove diviene nerastro, con orli delle singole penne più chiari a dare un effetto screziato. La gola è nera, così come neri sono una banda che dai lati del becco raggiunge gli occhi e da qui assottigliandosi scende ai lati del collo fino alla sua base, nonché fronte e vertice e la coda (quest'ultima con le singole penne dalla punta bianca): la faccia presenta inoltre un sopracciglio e un mustacchio di colore bianco. Petto e ventre sono di colore giallo, il primo (come intuibile sia dal nome comune che dal nome scientifico) con evidenti sfumature di color rosso-arancio, mentre il codione è di color bruno-ruggine.

Nella femmina, invece, petto e ventre presentano colorazione meno accesa rispetto a quanto osservabile nei maschi, mentre il nero cefalico diviene grigio-bruno come il dorso.

Le popolazioni del Lesotho tendono a mostrare colorazione più chiara rispetto alle loro controparti sudafricane.
In ambedue i sessi il becco e le zampe sono di colore nerastro, mentre gli occhi sono di colore rosso scuro.

## Biologia

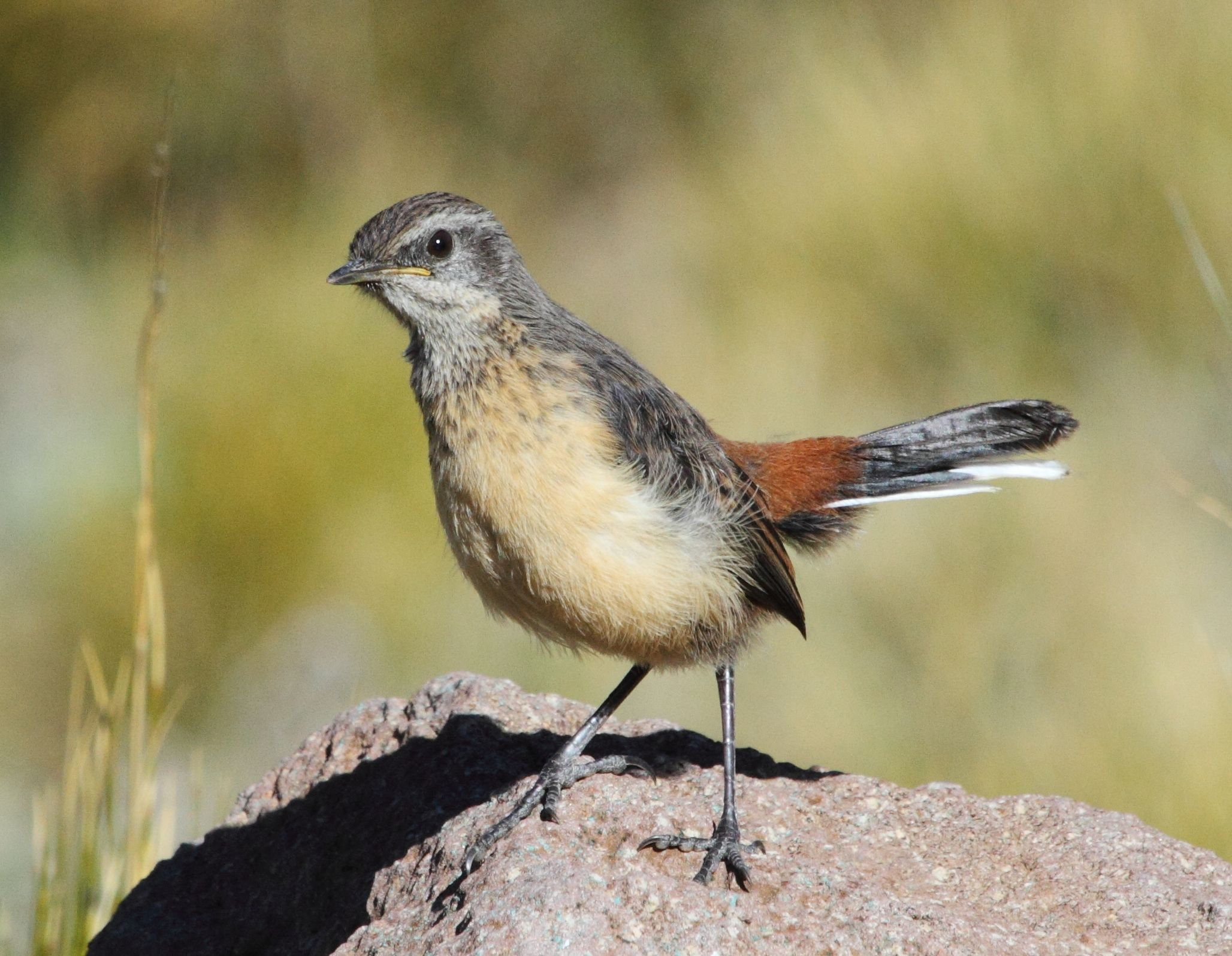
Giovane esemplare nel Lesotho.

Si tratta di uccelli diurni, che pur essendo in grado di volare passano la stragrande maggioranza della giornata al suolo, muovendosi in gruppi familiari comprendenti una coppia riproduttrice coi figli di varie covate precedenti, per un totale di 4-12 individui. I gruppi tendono a disperdersi (sebbene i vari membri tendano a tenersi costantemente in contatto visivo fra loro) in un territorio ben definito.

### Alimentazione

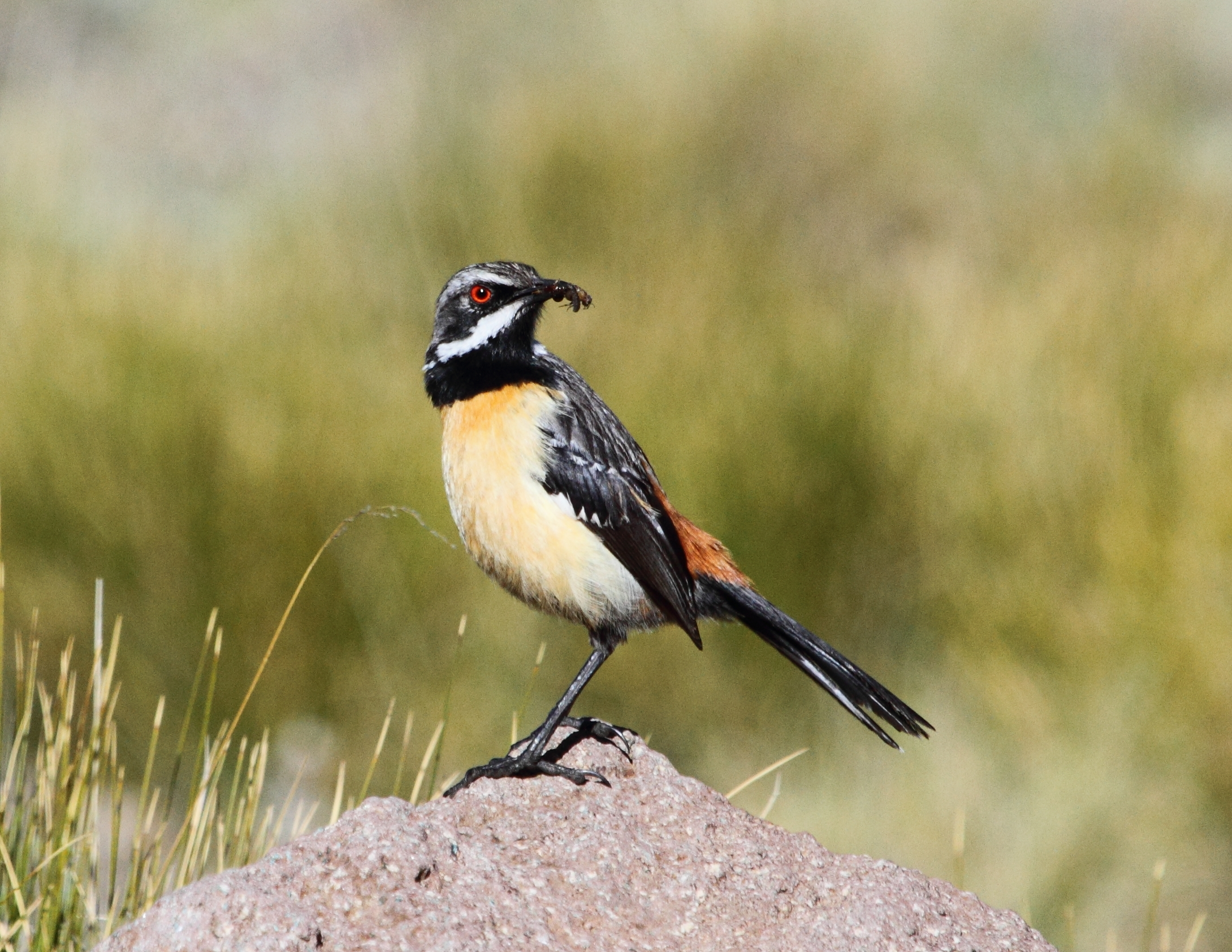
Esemplare con preda nel becco.

Il saltarocce pettoarancio è un uccello insettivoro, la cui dieta si compone perlopiù di grossi insetti (coleotteri, bruchi, cavallette) ed altri invertebrati (ragni, scorpioni, lombrichi) e di tanto in tanto anche piccoli vertebrati (anfibi, topolini, lucertole) e bacche.

### Riproduzione
Il periodo degli amori va da luglio ad aprile, con picchi delle schiuse in ottobre e novembre: si tratta di uccelli rigidamente monogami.
Il nido viene costruito al suolo, intrecciando a coppa fibre vegetali: al suo interno la femmina depone 2-3 uova, che essa cova alternandosi col maschio per 19-21 giorni, quando schiudono pulli ciechi ed implumi.

I nidiacei vengono imbeccati e accuditi dai genitori e dagli altri membri del gruppo (che in genere sono i fratelli maggiori dei nuovi nati, provenienti da covate precedenti), e sono in grado di allontanarsi dal nido in maniera definitiva attorno al mese di vita.

## Distribuzione e habitat

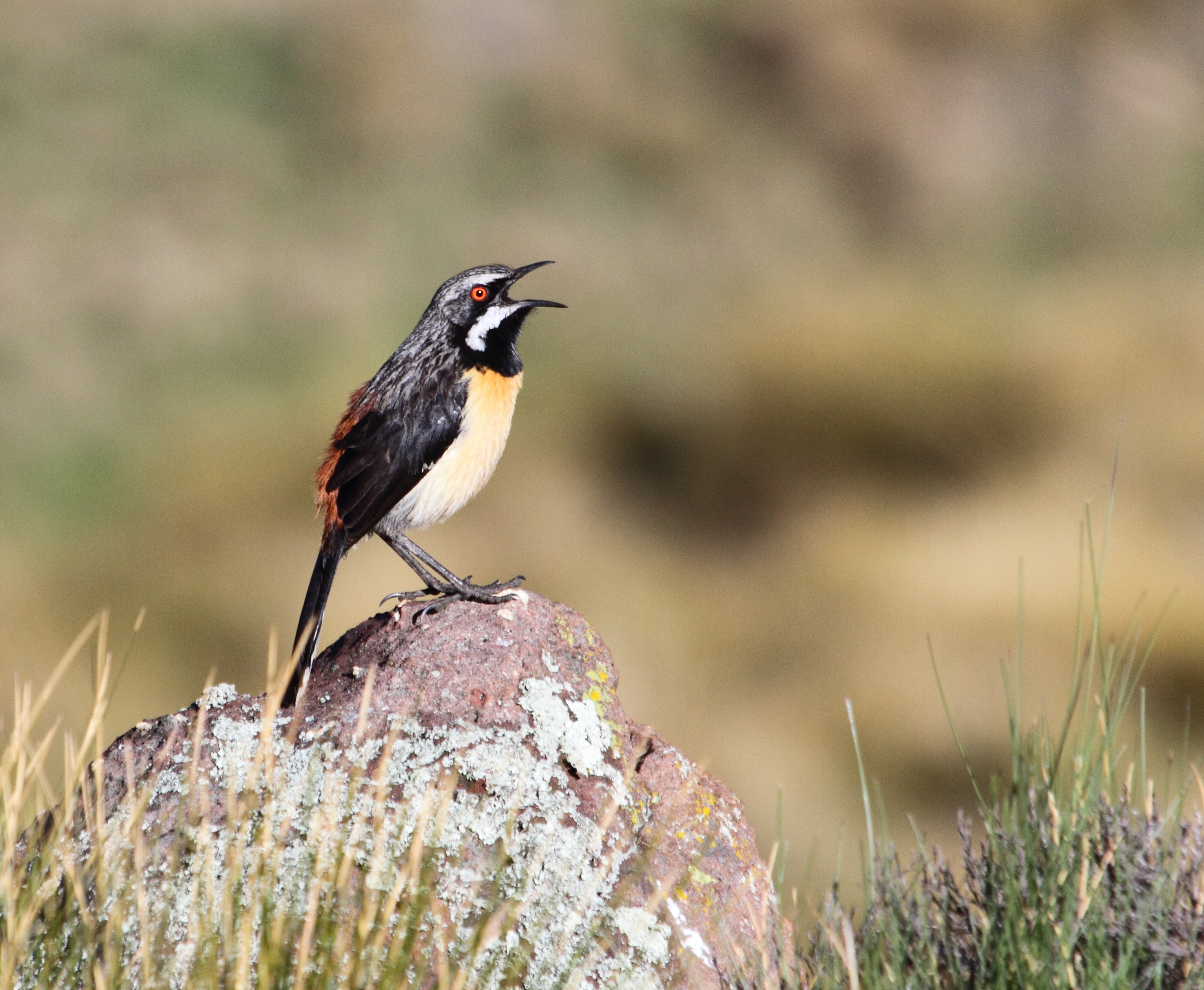
Maschio canta in Lesotho.

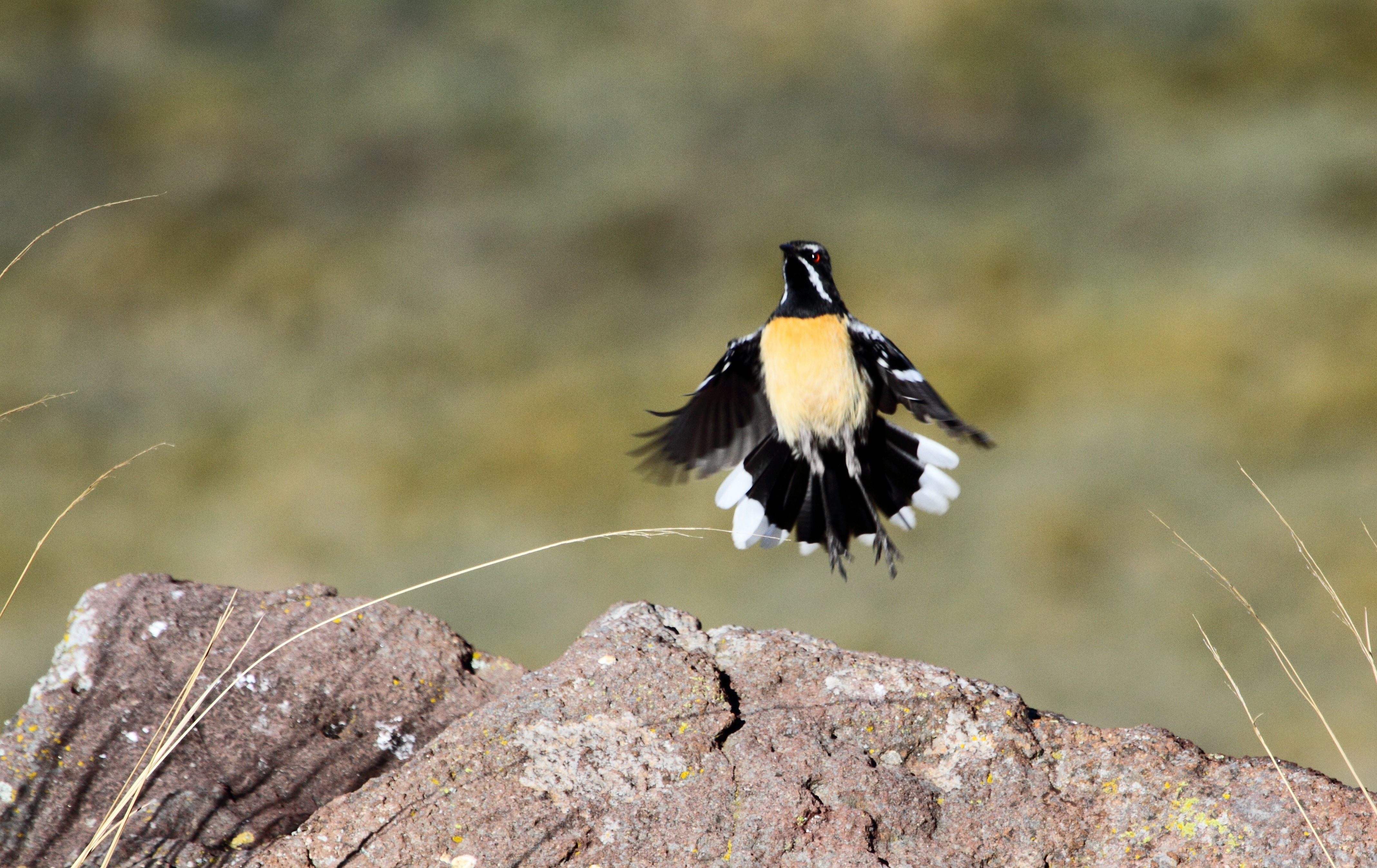
Esemplare spicca il volo.

Il saltarocce pettoarancio è diffuso lungo la porzione centro-meridionale dei Drakensberg, in un'area politicamente comprendente il Lesotho, il KwaZulu-Natal occidentale, il Free State orientale e il Capo Orientale nord-orientale.
L'habitat di questi uccelli è rappresentato dalle aree prative montane e submontane con alternanza di zone rocciose.